# فرانسيس أستون
فرانسيس وليم أستون (بالإنجليزية: Francis William Aston) (ولد في 1 سبتمبر 1877 في برمنغهام وتوفي في 20 نوفمبر 1945 في كامبردج) هو كيميائي وفيزيائي بريطاني.
قام آستون باكتشاف العديد من النظائر isotopes وبأعداد كبيرة للعديد من العناصر غير المشعة وذلك باستخدام مطياف الكتلة mass spectrograph الذي اخترعه. مطياف الكتلة هذا هو عبارة عن أداة تفصل بين الذرات ذات الكتل الذرية المختلفة وتقوم بقياس أوزانها بدقة بالغة.
في المحصلة اكتشف آستون 212 نظيراً طبيعياً. كما قام بوضع قاعدة العدد السليم Whole Number Rule، والتي تنص على اعتبار كتلة الأكسجين عدداً صحيحاً (وهو 16)، وعندها سنجد أن كل النظائر الأخرى ستكون كتلها عبارة عن أعداد قريبة جداً من أن تكون أعداداً صحيحة أيضاً.
وعلى خلفية اكتشافه لكل تلك النظائر ووضعه لقاعدة العدد السليم فقد مُنح جائزة نوبل في الكيمياء عام 1922.

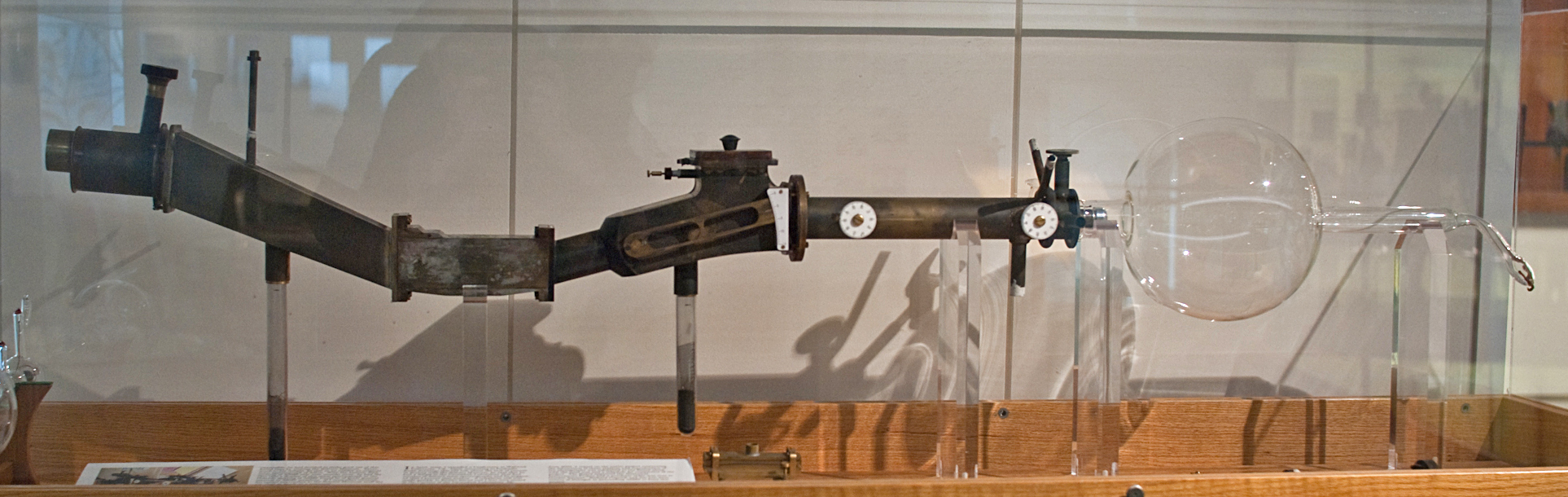
نسخة طبق الأصل من مطياف الكتلة الثالث لأستون

فوهة آستون على القمر سُميت نسبةً له.

## روابط خارجية
- فرانسيس أستون على موقع الموسوعة البريطانية (الإنجليزية)
- فرانسيس أستون على موقع ميوزك برينز (الإنجليزية)
- فرانسيس أستون على موقع إن إن دي بي (الإنجليزية)